# (32799) 1990 QN1
1990 QN1 (asteroide 32799) é um asteroide da cintura principal. Possui uma excentricidade de 0.11691380 e uma inclinação de 4.53427º.
Este asteroide foi descoberto no dia 22 de agosto de 1990 por Henry E. Holt em Palomar.